# Vall de Tena

Vall de Tena (Osca)

Vall de Tena és una vall que es troba al vessant sud dels Pirineus, a la comarca de l'Alt Gàllego (província d'Osca) i la recorre el riu Gàllego de nord a sud. La seva capital és la vila de Sallent de Gállego. Està envoltat de muntanyes de més de 3.000 metres, com el Balaitus (a l'aresta fronterera), la Gran Facha, Los Infiernos, etc. Compta a més amb dos grans embassaments, el de Lanuza i el de Búbal.

## Entitats de població
Les poblacions que formen part de la vall són:
- Sallent de Gállego. És la capital de la vall. Situat a la capçalera de la vall de Tena i a 1.305 metres sobre el nivell del mar.[2] En el seu terme municipal s'hi troba l'estació d'esquí de Formigal i l'embassament de Lanuza. El poble és travessat pel riu Gàllego i el seu primer afluent, el riu Aguas Limpias, tots dos llits nascuts dins del mateix terme, conflueixen als voltants del nucli urbà. La Foratata, un gran penyal rocós que s'eleva sobre la vila, és el pic més emblemàtic del lloc.
- Formigal. Està a 1.550 metres d'altitud, i a escassos quilòmetres de França, a on s'accedeix a través del port del Portalet. Forma part del poble la urbanització de l'estació d'esquí Aramón Formigal, que és un important centre internacional per a la pràctica d'esquí i esports de neu a l'hivern.[3]
- Panticosa. És un poble de muntanya situat al nord de Biescas,[4] d'uns 600 habitants, en el qual es troba l'estació d'esquí alpí Panticosa los Lagos. Està situat a pocs quilòmetres de Formigal i de Sallent de Gállego. La seva economia està basada en el turisme d'hivern i d'estiu. Les seves instal·lacions balneàries són molt conegudes, situades a 1.636 metres d'altitud, amb fonts d'aigües termals, sulfuroses i nitrogenades.[4]
- Portalet d'Aneu.
- Lanuza. El poble s'ubica en un dels paisatges més impressionants de la Vall de Tena, a 1.265 metres d'altitud. Abandonat forçosament en els anys 70 i ara en procés de rehabilitació, forma un compacte i pintoresc racó a la vora del pantà que porta el seu nom.[5] Les seves cases van ser bressol de justícies d'Aragó. Ferrer de Lanuza i Gil de Castro, fou el primer justícia d'Aragó del seu llinatge i rebé del rei les senyories de Plasencia del Monte i Bardallur.[6] Senyor de la baronia d'Escuer. Batlle general d'Aragó (1434-39) i justícia major d'Aragó (1439-78).[7]
- Escarrilla.
- Sandiniés.
- Tramacastilla de Tena.
- Gavín. Entre la vall d'Ara i Ordesa es troba Gavín, a 974 metres d'altitud. El llogaret que va quedar pràcticament destruït després de la guerra civil espanyola. A la seva rodalia hi ha l'ermita de Sant Bartomeu, de finals del segle x. Cal destacar la torre amb finestres geminades d'arcs de ferradura, rosetes i baquetones, per la qual cosa constitueix un dels principals exemples de l'art serrablés.[8]
- Piedrafita.
- El Pueyo de Jaca.
- Hoz de Jaca. Situat a les serres interiors pirinenques a 1.272 metres d'altitud i a la capçalera del Gàllego. La temperatura mitjana anual és de 8 °C; i les precipitacions anuals arriben als 1.400 mm. L'any 2010 la seua població era de 71 habitants. A la vall de Tena, Hoz de Jaca s'estén sobre un vessant, a la meitat d'altura de la Penya de Falç (de 2.550 metres d'altura) i la Penya de Sabocos (amb 2.757 metres). El paisatge és grandiós en tot el seu conjunt, amb l'embassament i la Penya Telera al costat. La ramaderia de muntanya constitueix la principal font de riquesa del lloc.[9]
- Búbal.
- Polituara, (deshabitat).